# Anulino (procônsul da África)
Anulino (em latim: Anullinus) foi oficial romano do século III, ativo no reinado dos imperadores Constantino (r. 306–337), Maximino Daia (r. 305–313), Licínio (r. 308–324).

## Vida

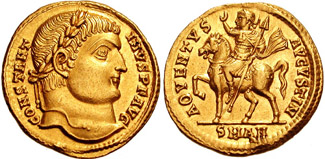
Soldo de Constantino r.

Anulino possivelmente era filho de Caio Ânio Anulino, cônsul de 295. Em 313, quando ocupava o ofício de procônsul da África, enviou para Constantino uma carta na qual reuniu as acusações dos donatistas contra o bispo Ceciliano de Cartago. Ele é mencionado numa carta subsequente de Constantino a Milcíades de Roma, bem como em três cartas preservadas na História Eclesiástica de Eusébio de Cesareia: x.5.15-17 (uma carta de Constantino para ele sobre a restauração da propriedade da igreja cristã), datada de 312/313; 6.4 (carta de Constantino ao bispo Ceciliano), datada de 313; 7.1-2 (carta de Constantino a Anulino sobre privilégios do clero), datada de outubro de 313.